# Aeroportul Tichitt
Aeroportul Tichitt (IATA: THI, ICAO: GQNC) este un aeroport din Regiunea Tagant, Mauritania ce deservește zona Tichitt. A fost numit după zona deservită.
Situat la o altitudine de 171 m, aeroportul dispune de o singură pistă.